# Riz étuvé

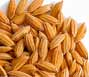
Grains de riz brut (paddy).

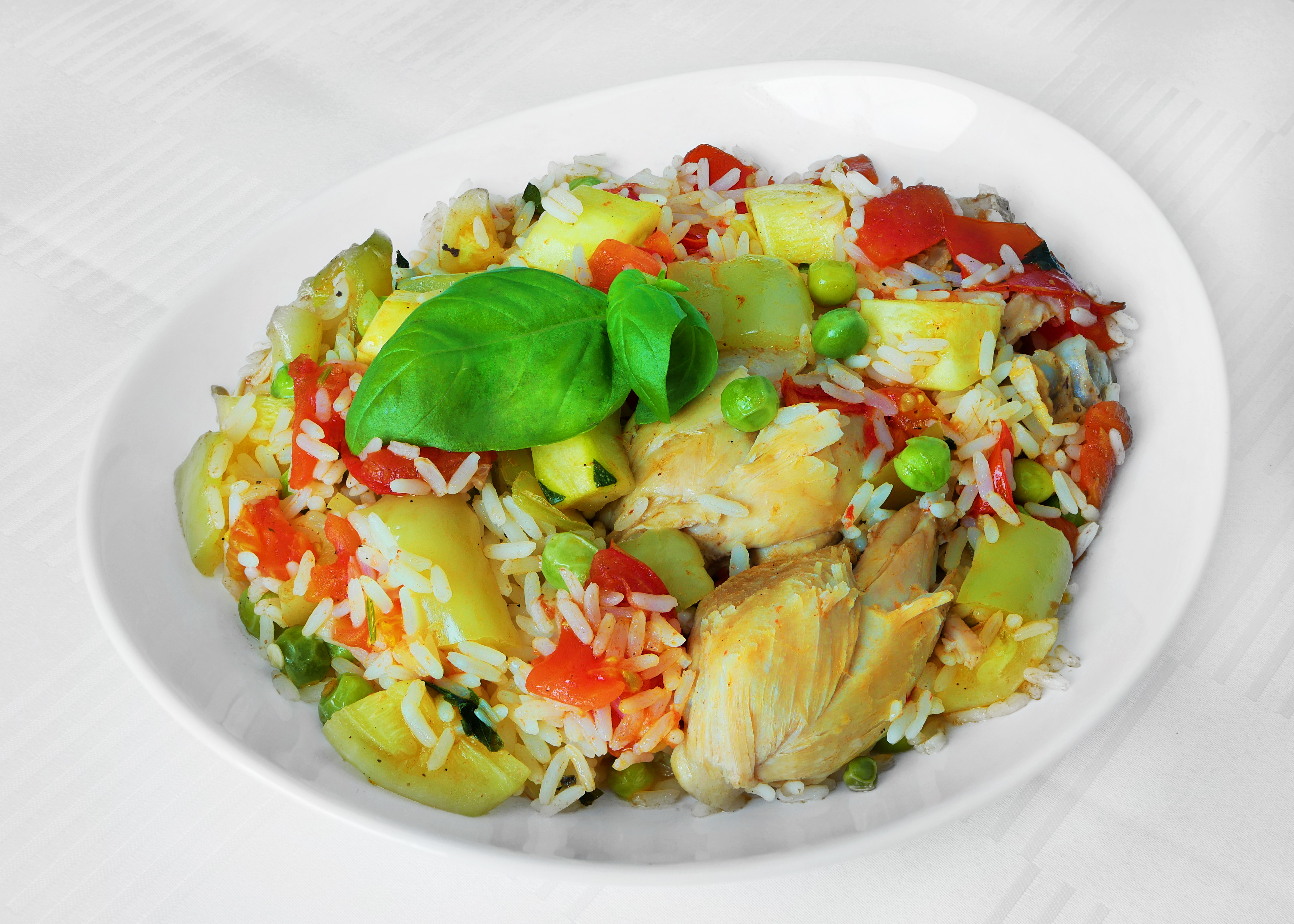
Un plat avec du riz étuvé, ainsi que du poulet, du poivron ou des concombres.

Le riz étuvé est un riz traité après récolte.

## Fabrication
Sa valeur nutritive est plus forte que celle du riz blanc, et se rapproche (sans toutefois l'atteindre) de celle du riz complet (« cargo »)[réf. nécessaire]. L'étuvage est un procédé qui s’effectue aujourd’hui dans le monde entier, la plupart du temps à l’aide des technologies les plus modernes. Il est décrit ci-dessous de manière très simplifiée, quelques croquis à l’appui. Le processus d'étuvage s’effectue sur du riz brut (paddy), lequel subit ensuite le traitement normal dans la rizerie où il est décortiqué puis transformé. Autrefois, on obtenait un effet d'étuvage atténué en traitant le riz à la vapeur puis en le faisant sécher au soleil. Le riz étuvé est légèrement jaune, mais blanchit lors de la cuisson. Il reste en grains même en cas de cuisson prolongée.

## Histoire
Dans les années 1910, le scientifique germano-britannique Erich Gustav Huzenlaub (1899-1964) et le scientifique britannique Francis Heron Rogers ont inventé une forme d'étuvage qui contenait davantage d'éléments nutritifs dans le riz, connu aujourd'hui sous le nom de procédé Huzenlaub.

## Représentation schématique du processus

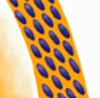
L’agrandissement montre de façon symbolique les vitamines et sels minéraux contenus dans le péricarpe.
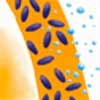
Voilà comment fonctionne l'étuvage : l’air contenu dans le riz brut est retiré à l’aide de vide. En faisant tremper le riz dans de l’eau tiède, les vitamines et sels minéraux contenus dans le germe et le péricarpe se détachent.
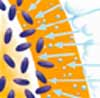
Puis les matières solubles à l’eau sont pressées de nouveau à l’intérieur du grain de riz à l’aide de vapeur d’eau et d’une pression très forte.
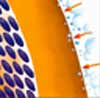
L’amidon à la surface du grain de riz est de nouveau exposé à la vapeur chaude pour durcir le grain. C’est grâce à ce scellage que les matières nutritives restent enfermées dans le grain. Ensuite, le riz est séché.